# Talsperre Vilar
Die Talsperre Vilar (portugiesisch Barragem de Vilar bzw. Barragem de Vilar-Tabuaço) staut den Távora, einen linken (südlichen) Nebenfluss des Douro, zu einem Stausee (port. Albufeira da Barragem de Vilar) auf. Sie liegt in der Region Nord Portugals im Distrikt Viseu, ungefähr vier Kilometer östlich der Kleinstadt Moimenta da Beira und etwa vier Kilometer nördlich der Gemeinde Vila da Ponte.
Mit dem Projekt zur Errichtung der Talsperre wurde im Jahre 1958 begonnen. Der Bau wurde 1965 fertiggestellt. Die Talsperre dient neben der Stromerzeugung auch dem Hochwasserschutz. Sie ist im Besitz der Companhia Portuguesa de Produção de Electricidade (CPPE).

## Absperrbauwerk
Das Absperrbauwerk ist ein Steinschüttdamm mit einer Höhe von 58 m über der Gründungssohle (55 m über dem Flussbett). Die Dammkrone liegt auf einer Höhe von 555 m über dem Meeresspiegel. Die Länge der Dammkrone beträgt 240 m und ihre Breite 5,2 m. Das Volumen des Bauwerks beträgt 300.000 m³.
Der Staudamm verfügt sowohl über einen Grundablass als auch über eine Hochwasserentlastung mit zwei Toren, die sich auf der rechten Dammseite befindet. Über die Hochwasserentlastung können maximal 500 (bzw. 540) m³/s abgeführt werden. Das Bemessungshochwasser liegt bei 500 m³/s; die Wahrscheinlichkeit für das Auftreten dieses Ereignisses wurde mit einmal in 1.000 Jahren bestimmt.

## Stausee
Beim normalen Stauziel von 552 m erstreckt sich der Stausee über eine Fläche von rund 6,7 km² und fasst 99,75 Mio. m³ Wasser – davon können 95,27 (bzw. 95,5 oder 96) Mio. m³ genutzt werden. Mit den nutzbaren 95,27 Mio. m³ Wasser können 115,6 Mio. kWh erzeugt werden.

## Kraftwerk
Das Kraftwerk Vilar-Tabuaço ist mit einer installierten Leistung von 64 (bzw. 58) MW eines der kleineren Wasserkraftwerke in Portugal. Die durchschnittliche Jahreserzeugung liegt bei 148 (bzw. 123, 137,6 oder 148) Mio. kWh.
Die zwei Pelton-Turbinen mit vertikaler Welle befinden sich in einem Maschinenhaus, das mit dem Staudamm durch eine 15,6 km lange Druckrohrleitung verbunden ist. Sie leisten jede maximal 32,65 MW und die zugehörigen Generatoren 40 MVA. Die Nenndrehzahl der Turbinen liegt bei 500/min. Die Generatoren haben eine Nennspannung von 11 kV. In der Schaltanlage wird die Generatorspannung von 11 kV mittels Leistungstransformatoren auf 153 kV hochgespannt.
Die minimale Fallhöhe beträgt 432,5 m, die maximale 461 m. Der maximale Durchfluss liegt bei 9 m³/s.
Das Kraftwerk ist im Besitz der CPPE, wird aber von EDP betrieben.